# 이비차 바스티치
이비차 바스티치(Ivica Vastić, 1969년 9월 29일, 크로아티아 스플리트 ~ )는 오스트리아의 전 축구 선수로, 선수 시절 포지션은 미드필더 및 공격수였다. LASK 린츠와 오스트리아 축구 국가대표팀에서 마지막으로 뛰었고, 지금은 FK 아우스트리아 빈의 리저브 팀인 아우스트리아 빈 U-18의 감독을 맡고 있다.
바스티치는 크로아티아에서 태어나 오스트리아로 귀화한 선수로, 크로아티아 1.HNL의 RNK 스플리트 (RNK Split), 오스트리아 분데스리가의 퍼스트 비엔나 (First Vienna), VSE 장크트푈텐 (VSE St. Pölten), FC 뫼들링 (VfB Mödling), 슈투름 그라츠, 아우스트리아 빈, LASK 린츠, 독일 분데스리가의 MSV 뒤스부르크, 일본 J리그의 나고야 그램퍼스에서 선수 생활을 했으며, 특히 슈투름 그라츠 소속 시절 (1994년~2002년)에는 250경기에서 125골을 넣었다.
오스트리아 축구 국가대표팀에서는 1996년부터 2008년까지 50경기에서 14골을 성공시켰으며, 1998년 FIFA 월드컵과 UEFA 유로 2008 오스트리아 대표팀에 참여하였다. UEFA 유로 2008에서 폴란드를 상대로 득점하며 대회 최고령 득점 신기록을 낸 바 있다.